# Syntas
Syntaser är en grupp av enzymer som katalyserar en syntes av någon biomolekyl. Ett exempel är ATP-syntas. I EC-klassificeringen räknas de som lyaser (en grupp sönderbrytande enzymer), eftersom EC-nummer inte tar hänsyn till i vilken riktning den enzymkatalyserade reaktionen går.